# Great Sierra Wagon Road
La Great Sierra Wagon Road est une ancienne route américaine dans le comté de Tuolumne, en Californie. Route de montagne de la Sierra Nevada construite en 1882 pour desservir la Great Sierra Mine, elle est protégée au sein du parc national de Yosemite depuis la création de ce dernier en 1890. Appelée Old Tioga Road, une section n'ayant pas été intégrée à la Tioga Road et qui sert désormais de voie de service réservée au National Park Service est inscrite au Registre national des lieux historiques depuis le 25 août 1978.